# Prunelli di Casacconi
Prunelli di Casàcconi (in corso I Prunelli di Casàccuni) è un comune francese di 165 abitanti situato nel dipartimento dell'Alta Corsica nella regione della Corsica.

## Società

### Evoluzione demografica
Abitanti censiti